# Polyrhachis stigmatifera
Polyrhachis stigmatifera is een mierensoort uit de onderfamilie van de schubmieren (Formicinae). De wetenschappelijke naam van de soort is voor het eerst geldig gepubliceerd in 1990 door Kohout.